# العاصفة (مسلسل مكسيكي)
العاصفة هو مسلسل مكسيكي قام بإنتاجه سلفادور ميخيا تم تصويره في عام 2013، وتم تسجيل مسلسل العاصفة في ألفارادو، المكسيك.
والمسلسل من بطولة خيمينا نافاريتي هي الوجه الجديد وويليام ليفي و بالإضافة إلى الممثلين في الأدوار الشريرة مثل إيفان سانشيز، لورا كارمين وأقواهم شراً سيزار إيفورا، ودانييلا رومو تعود مع أداء ممتاز من قبل روبرتو بلاندون، وسيرو اندر وكوينتانا، فرناندو اراناغا.
بدأ عرضه في العالم العربي على قناة أبوظبي دراما بتاريخ 9 جويلية 2016.

## الأدوار
- خيمينا نافاريتي بدور مارينا ريفيرتي / مجدلينا أرتيجاس.
- ويليام ليفي (ممثل) بدور الكابتن داميان فابري.
- إيفان سانشيز بدور هيرنان سالدانيا.
- Laura Carmine بدور Esther Salazar Mata "Esthercita"
- César Évora بدور Fulgencio Salazar
- María Sorté بدور Beatriz vda. de Reverte
- دانيلا رومو بدور مرسيدس أرتيجاس.
- Nora Salinas بدور Tía Rebeca
- Lucero Lander بدور Delfina Mata de Salazar
- Manuel Ojeda بدور Ernesto Contreras
- Sharis Cid بدور Candelaria "Candy"
- Mónica Miguel بدور Eusebia
- Alejandro Ibarra بدور Bagre
- Sergio Reynoso بدور Comandante Robles
- Alfonso Iturralde بدور Padre Tomás
- Latin Lover بدور El Oso
- Arturo Carmona بدور José Manríquez
- Gilberto de Anda بدور Nereo
- Mar Contreras بدور Enriqueta
- Roberto Blandón
- Oscar Bonfiglio
- Eduardo Liñan بدور Dr. González
- Adalberto Parra بدور Valdivia
- Luis Manuel Ávila بدور Olinto
- Amparo Garrido بدور Alicia
- Fernando Larrañaga بدور Dr. San Miguel
- Malisha Quintana بدور Mayuya Canseco
- Janet Ruiz
- Salvador Ibarra بدور Lagarto
- Fernando Robles بدور Lara
- Francisco Martin بدور Lolo
- José Antonio Ferral بدور Toribio
- Amor Flores بدور Jazmín
- Enrique Zepeda بدور Lázaro

## روابط خارجية
- العاصفة على موقع IMDb (الإنجليزية)
- العاصفة على موقع كينوبويسك (الروسية)
- العاصفة على موقع قاعدة بيانات الفيلم (الإنجليزية)